# Адамаке, Стере
Сте́ре Адама́ке (рум. Stere Adamache; 17 августа 1941, Галац — 9 июля 1978, Дунай, Баден-Вюртемберг) — румынский футболист, вратарь сборной Румынии.

## Карьера

### Клубная
Футболом начал заниматься в школе клуба «Динамо» из родного Галаца, далее на юношеском уровне играл в других командах из Галаца: «Энергия» в 1957 году, «Анкора» в 1958 году и «Штиинца» в 1959 году.
Профессиональную карьеру начал в 1960 году в «Динамо» из Галаца, за которое выступал до 1962 года, когда перешёл в бухарестский «Вииторул», в составе которого дебютировал в Высшей лиге Румынии 9 сентября в домашнем матче против клуба «Штиинца» из Клужа, игра завершилась вничью 0:0. За «Вииторул» выступал до конца года, всего проведя 5 матчей в чемпионате страны, однако ввиду расформирования клуба после первого круга турнира, вынужден был искать другую команду.
В начале 1963 года пополнил ряды клуба «Стягул рошу» (рум. Steagul roşu — Красный флаг) из Брашова, за который затем выступал вплоть до завершения карьеры в 1977 году, проведя за это время 262 матча и став, вместе с командой, победителем Первой лиги Румынии в сезоне 1968/69 и бронзовым призёром чемпионата страны в сезоне 1973/74. Кроме того, сыграл за «Стягул рошу» 6 матчей в Кубке ярмарок и 4 встречи в Кубке УЕФА.

### В сборной
Был в составе команды на летних Олимпийских играх 1964 года, однако на поле не выходил.
В составе главной национальной сборной Румынии дебютировал 28 апреля 1970 года, выйдя на замену на 46-й минуте товарищеского матча со сборной Франции при счёте 2:0 в пользу французов, Стере отстоял «на ноль», однако его партнёры отличиться не смогли, и счёт матча остался неизменным. Последний раз сыграл за сборную 29 октября 1972 года в домашнем матче отборочного турнира к чемпионату мира 1974 года против сборной Албании, в той встрече Адамаке отстоял «на ноль», а его команда одержала победу со счётом 2:0.
В составе сборной участвовал в финальном турнире чемпионата мира 1970 года, где сыграл во всех 3-х матчах команды. 10 июня в игре против сборной Бразилии после 2-х пропущенных мячей Стере был заменён на 28-й минуте (вместо него вышел Некула Рэдукану), став, тем самым, первым заменённым по ходу матча вратарём в истории чемпионатов мира. Всего провёл за национальную сборную 7 матчей, в которых пропустил 7 голов.

## Достижения

### Командные
«Стягул рошу»
- Бронзовый призёр чемпионата Румынии: 1973/74
- Победитель Первой лиги Румынии (выход в Высшую лигу): 1968/69

## Смерть
Стере Адамаке погиб на 37-м году жизни 9 июля 1978 года, утонув в Дунае.